# Ambev
Az Ambev, hivatalosan a Companhia de Bebidas das Américas (angolul "Americas 'Beverage Company", innen az "Ambev" rövidítés), egy brazil sörfőzde, amely beolvadt az Anheuser-Busch InBev-be. 1999. július 1-jén jött létre két sörfőzde, a Brahma és az Antarctica egyesülésével. Az egyesülést a Brazil Gazdasági Védelmi Igazgatóság (CADE) igazgatótanácsa 2000. március 30-án hagyta jóvá. Központja a brazíliai São Paulóban található. A piaci kapitalizáció szerint a legnagyobb brazil vállalat, a déli féltekén pedig a harmadik legnagyobb.
Az Ambev Amerika 14 országában működik, és termékei között vannak olyan sörök, mint az Antarctica, a Bogotá Beer Company, a Brahma, a Bohemia, a Skol, a Stella Artois és az üdítők, mint a Guaraná Antarctica, a Soda Antarctica, a Sukita és a H2OH újítások! és Guarah. 
A legnagyobb PepsiCo palackozó az Egyesült Államokon kívül, Brazíliában és más latin-amerikai országokban értékesíti és forgalmazza a PepsiCo termékeket, köztük a Pepsi, a Lipton Ice Tea és a Gatorade franchise megállapodás alapján. A Share Market Updates 2016. októberi elemzője szerint a vállalat "Latin-Amerika északi, dél-latin-amerikai és kanadai szegmensén keresztül működik. Söröket elsősorban a Skol, a Brahma és az Antarctica márkanevek alatt kínál. A társaság szénsavas üdítőket is forgalmaz, palackozott víz, izotóniás italok, energiaitalok és fogyasztásra kész teák a Guaraná Antarctica, Guaraná Antarctica Black, Gatorade, H2OH!, Lipton Iced Tea, Fusion, Monster, Red Rock, Pepsi-Cola és Seven Up márkanevek alatt.
2004-ben az Ambev összeolvadt a belga Interbrew céggel az InBev megalakításával. 2016-ban az InBev beolvadt az amerikai Anheuser-Busch vállalattal megalakítva az Anheuser-Busch InBev céget. Az Ambev S.A. jelenleg az Interbrew International B.V. leányvállalata, amely viszont az Anheuser-Busch InBev SA/NV leányvállalata.